# Villepinte (Seine-Saint-Denis)
Villepinte település Franciaországban, Seine-Saint-Denis megyében. Lakosainak száma 39 647 fő (2022. január 1.). Villepinte Aulnay-sous-Bois, Sevran, Tremblay-en-France, Vaujours és Gonesse községekkel határos.

## Népesség
A település népessége az elmúlt években az alábbi módon változott:
| Lakosok száma | 35 329 | 36 514 | 36 809 | 36 830 | 37 280 | 37 713 | 38 204 | 38 725 | 39 647 |
|               | 2013   | 2015   | 2016   | 2017   | 2018   | 2019   | 2020   | 2021   | 2022   |